# Oreonetides
Genre
Synonymes
- Aigola Chamberlin, 1921
- Labuella Chamberlin & Ivie, 1943
- Montitextrix Denis, 1963
- Paramaro Wunderlich, 1980

Oreonetides est un genre d'araignées aranéomorphes de la famille des Linyphiidae.

## Distribution
Les espèces de ce genre se rencontrent en écozone holarctique.

## Liste des espèces
Selon World Spider Catalog (version 26, 23/06/2025) :
- Oreonetides amplus (Dondale & Buckle, 2001)
- Oreonetides badzhalensis Eskov, 1991
- Oreonetides beattyi Paquin, Dupérré, Buckle & Lewis, 2009
- Oreonetides beringianus Eskov, 1991
- Oreonetides bulbosus (Zhao & Li, 2014)
- Oreonetides cristatus Tanasevitch, 2025
- Oreonetides filicatus (Crosby, 1937)
- Oreonetides flavescens (Crosby, 1937)
- Oreonetides flavus (Emerton, 1915)
- Oreonetides glacialis (L. Koch, 1872)
- Oreonetides helsdingeni Eskov, 1984
- Oreonetides kolymensis Eskov, 1991
- Oreonetides minimus Tanasevitch, 2017
- Oreonetides quadridentatus (Wunderlich, 1972)
- Oreonetides rectangulatus (Emerton, 1913)
- Oreonetides rotundus (Emerton, 1913)
- Oreonetides sajanensis Eskov, 1991
- Oreonetides shimizui (Yaginuma, 1972)
- Oreonetides solus Tanasevitch, 2024
- Oreonetides taiwanus Tanasevitch, 2011
- Oreonetides vaginatus (Thorell, 1872)

## Systématique et taxinomie
Ce genre a été décrit par Strand en 1901 comme un sous-genre de Macrargus. Il est élevé au rang de genre par Hull en 1911.
Aigola a été placé en synonymie par Holm en 1945.
Labuella a été placé en synonymie par Chamberlin et Ivie en 1947.
Montitextrix a été placé en synonymie par Helsdingen en 1981.
Paramaro a été placé en synonymie par Thaler en 1981.

## Publication originale
- Strand, 1901 : « Theridiiden aus dem nördlichen Norwegen. » Archiv for mathematik og naturvidenskab, vol. 24, no 2, p. 1-66.